# Тоидзе, Ольга Барнабовна
Ольга Барнабовна Тоидзе (1922, село Натанеби, Гурийский уезд, Кутаисская губерния, Грузинская демократическая республика — неизвестно, село Натанеби, Махарадзевский район, Грузинская ССР) — колхозница колхоза имени Берия Натанебского сельсовета Махарадзевского района, Грузинская ССР. Герой Социалистического Труда (1949).

## Биография
Родилась в 1922 году в крестьянской семье в селе Натанеби Гурийского уезда. После окончания местной сельской школы с середины 1930-х годов трудилась рядовой колхозницей на виноградниках колхоза имени Берия Махарадзевского района, председателем которого был Василий Джабуа.
В 1948 году собрала 6142 килограмма зелёного чайного листа на площади 0,5 гектара. Указом Президиума Верховного Совета СССР от 29 августа 1949 года удостоена звания Героя Социалистического Труда за «получение высоких урожаев сортового зелёного чайного листа и цитрусовых плодов в 1948 году» с вручением ордена Ленина и золотой медали «Серп и Молот» (№ 4552).
Этим же Указом званием Героя Социалистического Труда были также награждены труженики колхоза имени Берия агроном Григорий Акакиевич Накаидзе, звеньевые Анна Матвеевна Бабилодзе, Анна Васильевна Гелеква, Зинаида Мелитоновна Джабуа, колхозницы Нина Зинобиевна Миминошвили и Хурцидзе, Людмила Иосифовна.
После выхода на пенсию проживала в родном селе Натанеби. С 1972 года — персональный пенсионер союзного значения. Дата смерти не установлена.